# Zoran Tošić
Zoran Tošić (en cirílico serbio: Зоран Тошић; Zrenjanin, Yugoslavia, 28 de abril de 1987) es un exfutbolista serbio que jugaba de centrocampista.

## Trayectoria
Comenzó su carrera futbolística en el FK Proleter Zrenjanin, en el cual se mantuvo durante la temporada 2004-05. Posteriormente, en julio de 2005, se unió al Budućnost Banatski Dvor, donde jugó durante la temporada 2005-06. A mediados de dicha temporada, el Banatski se fusionó con el Zrenjanin. Sin embargo, los equipos de los clubes continuaron jugando por separado en el resto de la temporada. De esta forma, Tosic continuó jugando como parte del club hasta julio de 2006, cuando se realizó la fusión final de los equipos y, en consecuencia, se integró al nuevo equipo que llevó el nombre de FK Banat Zrenjanin. A lo largo de la temporada 2006-07, jugó en dicho nuevo club, que ahora pertenece a la Meridijan Superliga; haciendo veinticinco apariciones y dos anotaciones que fueron decisivas para evitar la relegación de liga.

### FK Partizán
El 6 de agosto de 2007, Tosic firmó un contrato profesional de cuatro años con el FK Partizán Belgrado. Sin embargo, su estancia en el club se extendería únicamente hasta la primera mitad de la temporada 2008-09. Junto al FK Partizán, se proclamó campeón de un doblete (Superliga Serbia-Copa de Serbia) e hizo veinte anotaciones en setenta y un apariciones. También destacó su primer partido de la UEFA Champions League, que se realizó en agosto de 2008 como parte de las rondas clasificatorias y en el cual anotó un gol contra el Fenerbahçe Spor Kulübü; consiguiendo simultáneamente su primera anotación en una competición europea de clubes. En la UEFA Cup, logró una anotación similar, es decir, en el primer partido de su mayoritaria participación en la copa.

### Manchester United
El 22 de noviembre de 2008, The Daily Mail aseguró que el Manchester United había alcanzado un acuerdo para fichar a Tosic a cambio de ocho millones de libras esterlinas y que su traspaso, desde el Partizán, se realizaría en enero de 2009, previo otorgamiento del permiso de trabajo correspondiente. Días después, el 28 de noviembre de 2008, el Manchester United oficializó la información respecto a su intención de fichar a Tosic a inicios del 2009; aludiendo principalmente al permiso de trabajo conseguido por el club. A pesar de algunas aserciones relacionadas con un rechazo de traspaso por parte de Tosic, debido a los términos de contrato que se discutían, el fichaje de Tosic se completó el 2 de enero de 2009; asignándosele la camiseta con número 14 y concretándose también la transferencia de Adem Ljajić.
El 20 de enero de 2009, Tosic recibió su primera inclusión en un partido del equipo principal del club; obteniendo una oportunidad para llevar a cabo su debut. Dicha inclusión, aunque como jugador substituto, fue en el segundo encuentro de la semifinal de la Football League Cup, la cual se disputó contra el Derby County F. C. Sin embargo, Tosic no entró al juego pues Sir Alex Ferguson se vio forzado a realizar otras sustituciones, debido a las múltiples lesiones sucedidas en el partido; malográndose, así, su debut.
Tosic hizo su debut el 24 de enero de 2009, en un partido de la cuarta ronda de la FA Cup; entrando, en el minuto 72, como substituto de Cristiano Ronaldo y enfrentándose al Tottenham Hotspur en el Old Trafford. Sin embargo, su primer partido de la FA Premier League fue tres días después, el 27 de enero de 2009, cuando entró como substituto de Dimitar Berbatov en el encuentro disputado contra el West Bromwich Albion.
En la gira por Asia del Manchester United, de los 4 partidos disputados en 3 países, en el último partido en China frente al Hangzhou Greentown Tosic marco su primer gol para cooperar en la goleada de 2-8 con la que se impuso el Manchester United.

### 1. F. C. Colonia
Las lesiones y la competencia en el club inglés hicieron que fuera cedido en la temporada 2009-10 al club germano. El jugador estuvo a gusto en el club y el club con él por lo que se intentó hacerse con sus servicios, pero el United decidió traspasarlo a otro club.

### CSKA Moscú
Después de 18 meses, cesión incluida, en el Manchester United decidió fichar por el CSKA de Moscú.

## Selección nacional
El 23 de marzo de 2007, durante su estancia en el Banat Zrenjanin, Tosic realizó su debut como parte de la selección sub-21 de Serbia, en un partido amistoso contra la selección belga. Cuatro días después, en un partido contra la selección de Portugal, hizo su primera anotación internacional; realizándola como jugador substituto de Marko Perović, quien resultó lesionado en dicho partido disputado en Novi Sad. Posteriormente participó en la Eurocopa sub-21 de 2007; logrando, de esta forma, su debut competitivo así como cinco apariciones (tres titulares y dos sustituciones). Junto a su selección, alcanzó el subcampeonato de dicha competición en españasolo tiene un fanes.
El 31 de agosto de 2007, Tosic recibió su primera llamada al equipo principal de la selección serbia. Su llamado fue realizado por Javier Clemente, quien lo requería para fortalecer el medio campo en los partidos que se jugarían contra la selección de Finlandia y la selección de Portugal en las rondas clasificatorias de la Eurocopa 2008. Su debut fue, de este modo, contra la selección finlandesa. Ulteriormente, participó en el torneo de fútbol masculino de los Juegos Olímpicos de Beijing 2008 y en las eliminatorias de la UEFA para la Copa Mundial de Fútbol de 2010.

## Clubes
| Club                       | País       | Año       |
| -------------------------- | ---------- | --------- |
| F. K. Proleter Zrenjanin   | Serbia     | 2004-2005 |
| Budućnost Banatski Dvor    | Serbia     | 2005-2006 |
| F. K. Banat Zrenjanin      | Serbia     | 2006-2007 |
| F. K. Partizán de Belgrado | Serbia     | 2007-2008 |
| Manchester United F. C.    | Inglaterra | 2009-2010 |
| 1. F. C. Colonia (cedido)  | Alemania   | 2010      |
| P. F. C. CSKA Moscú        | Rusia      | 2010-2017 |
| F. K. Partizán de Belgrado | Serbia     | 2017-2020 |
| Taizhou Yuanda F. C.       | China      | 2020-2021 |
| F. C. Tobol Kostanai       | Kazajistán | 2021-2023 |
| Lamia F. C.                | Grecia     | 2023-2024 |

## Palmarés

### Títulos nacionales
| Título                        | Club                       | País       | Año  |
| ----------------------------- | -------------------------- | ---------- | ---- |
| Superliga de Serbia           | F. K. Partizán de Belgrado | Serbia     | 2008 |
| Copa de Serbia                | F. K. Partizán de Belgrado | Serbia     | 2008 |
| Copa de la Liga de Inglaterra | Manchester United F. C.    | Inglaterra | 2009 |
| Premier League                | Manchester United F. C.    | Inglaterra | 2009 |
| Copa de Rusia                 | P. F. C. CSKA Moscú        | Rusia      | 2011 |
| Liga Premier de Rusia         | P. F. C. CSKA Moscú        | Rusia      | 2013 |
| Copa de Rusia                 | P. F. C. CSKA Moscú        | Rusia      | 2013 |
| Supercopa de Rusia            | P. F. C. CSKA Moscú        | Rusia      | 2013 |
| Liga Premier de Rusia         | P. F. C. CSKA Moscú        | Rusia      | 2014 |
| Supercopa de Rusia            | P. F. C. CSKA Moscú        | Rusia      | 2014 |
| Liga Premier de Rusia         | P. F. C. CSKA Moscú        | Rusia      | 2016 |
| Copa de Serbia                | F. K. Partizán de Belgrado | Serbia     | 2018 |
| Copa de Serbia                | F. K. Partizán de Belgrado | Serbia     | 2019 |
| Liga Premier de Kazajistán    | F. C. Tobol Kostanai       | Kazajistán | 2021 |
| Supercopa de Kazajistán       | F. C. Tobol Kostanai       | Kazajistán | 2022 |

## Nota
1. ↑  En 1987, año de nacimiento de Tošić, Serbia formaba parte de la antigua República Federal Socialista de Yugoslavia; razón por la cual esta última es, en ipso facto, el país de nacimiento del jugador.